# 4523 МІТ
4523 МІТ (4523 MIT) — астероїд головного поясу, відкритий 28 лютого 1981 року.
Тіссеранів параметр щодо Юпітера — 3,336.